# Поддержка Россией повстанцев на Донбассе
1. перенаправление Участие России в войне в Донбассе (2014—2022)